# Skuhrov nad Bělou
Skuhrov nad Bělou (deutsch Skuchrow an der Alba) ist eine Gemeinde in der Region Královéhradecký kraj in Tschechien. Sie liegt im Vorgebirge des Adlergebirges im Tal der Bělá, sieben Kilometer westlich der Bezirksstadt Rychnov nad Kněžnou.

## Geschichte

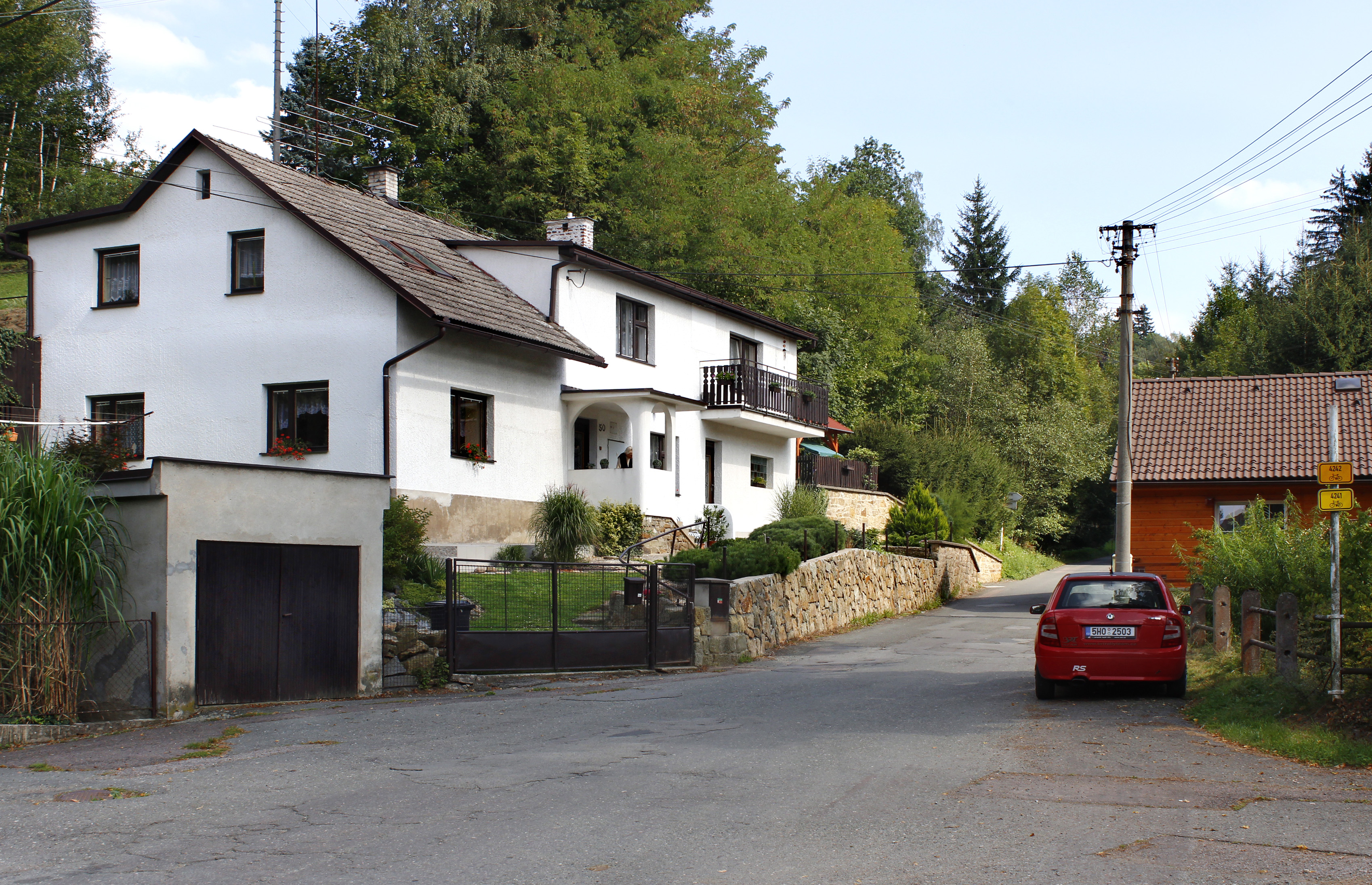
Skuhrov nad Bělou

Skuhrov wurde erstmals 1279 in der Chronik des Dalimil erwähnt. Zu diesem Zeitpunkt gehörte Skuhrov dem Mutina von Dobruška. 1310 erlangte es den Status eines Städtchens, 1396 wurde es zur Stadt erhoben mit dem Privileg von zwei Jahrmärkten.
1387 war es im Besitz der Brüder Jan und Jaroslav von Meziříčí, von denen es in diesem Jahr Boček II. von Podiebrad und Puta D. Ä. von Častolowitz gemeinsam erwarben. Da Puta d. Ä. Skuhrov 1396 seiner Ehefrau Anna von Teschen-Auschwitz überschrieb, muss es zu dieser Zeit in seinem alleinigen Besitz gewesen sein.
Nach den Hussitenkriegen fiel Skuhrov an Zdeněk von Sternberg und danach an den böhmischen König Georg von Podiebrad. 1495 erwarb es Wilhelm II. von Pernstein.
Während des Dreißigjährigen Krieges verfiel die Stadt. Erst im 18. Jahrhundert kam es zu einem wirtschaftlichen Aufschwung, als im Ort ein Eisenwerk in Betrieb genommen wurde. Mit der Industrialisierung kamen auch das Gewerbe und der Handel in die Stadt.

## Ortsteile
- Brocná
- Debřece
- Hraštice
- Nová Ves
- Rybníčky
- Svinná

## Sehenswürdigkeiten
- Burgruine (1280)
- Pfarrkirche des Hl. Jakob, errichtet 1715–1718 an der Stelle einer früheren Holzkirche
- Denkmalgeschützte Linde
- Statuen der hll. Hl. Wenzel und Johann von Nepomuk
- Volksarchitektur im Ort und Umgebung

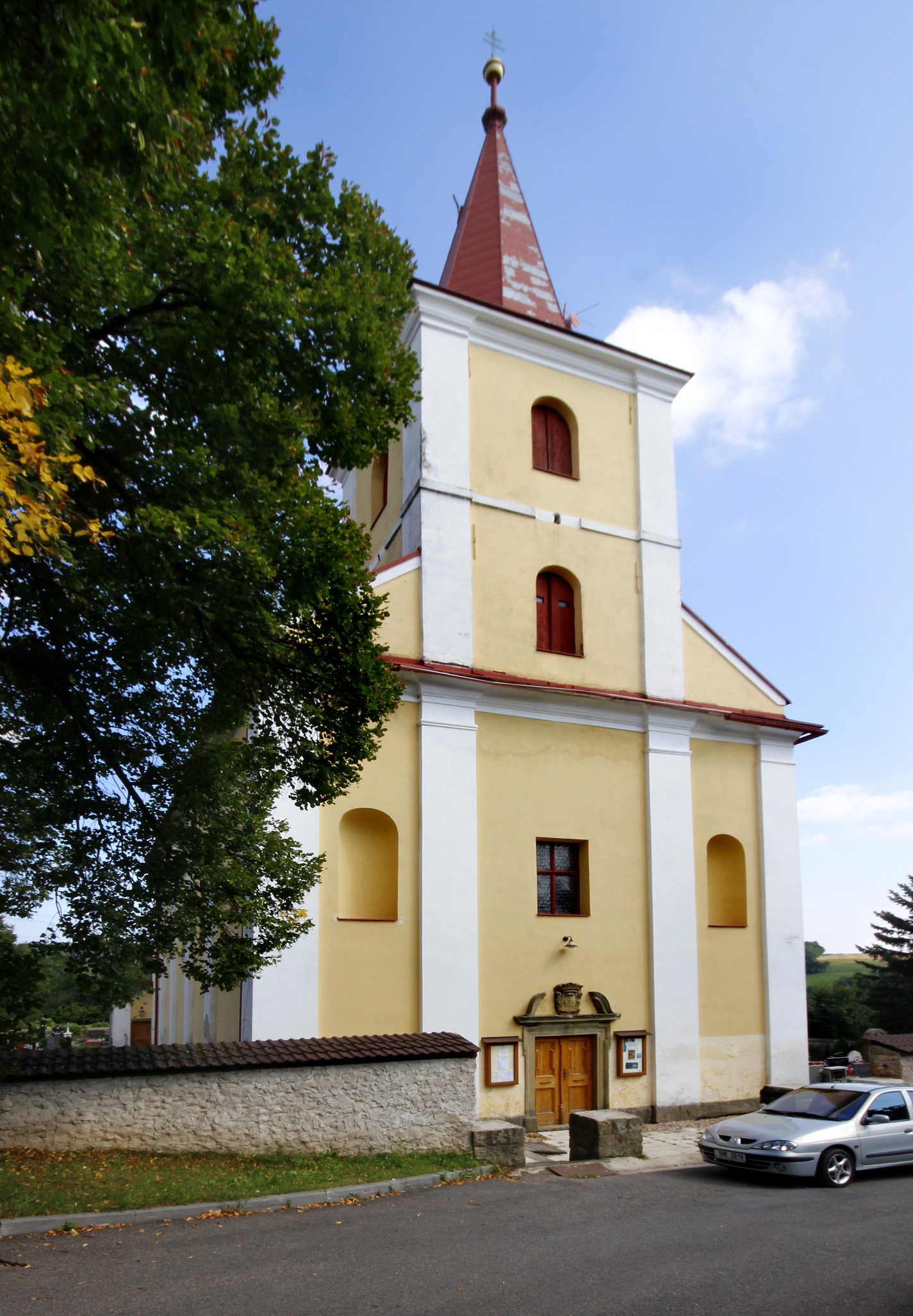
Die Kirche
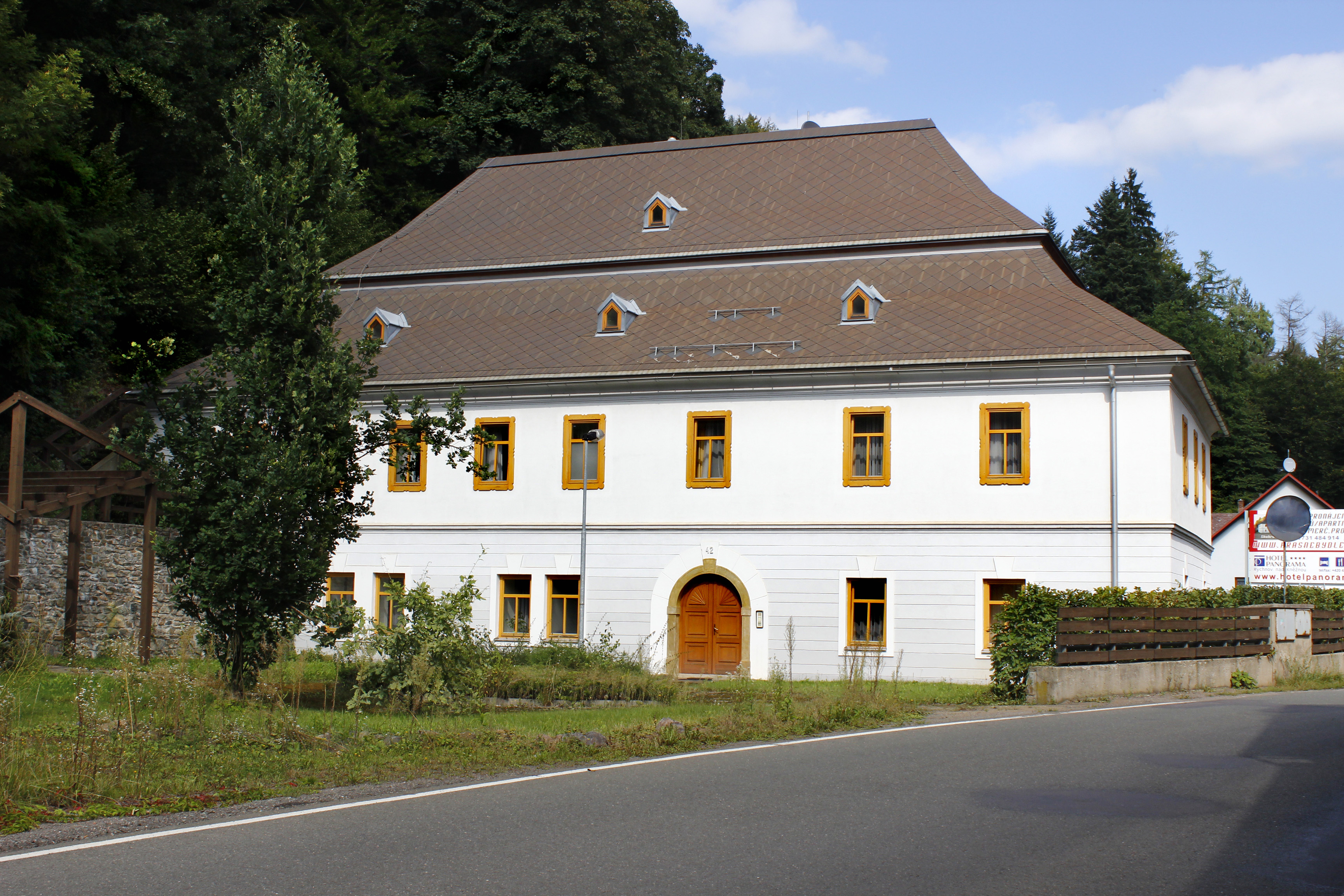
Das Hotel

## Persönlichkeiten
- Josef Porkert, Hersteller von Klavierrahmen